# Nikolaus Mani
Nikolaus Mani (* 19. März 1920 in Andeer; † 16. Januar 2001 in Basel) war ein Schweizer Medizinhistoriker.

## Leben
Manis Eltern waren Lehrer. Er studierte von 1940 bis 1947 an der Universität Zürich und der Universität Genf Medizin. 1951 wurde er an der Universität Basel zum Dr. med. promoviert. Von 1957 bis 1964 war er wissenschaftlicher Assistent und Bibliothekar der Universitätsbibliothek Basel. 1959 wurde er auch zum Dr. phil. promoviert. 1964 habilitierte er sich in Medizingeschichte. Von 1964 bis 1971 war er Professor für Medizingeschichte an der University of Wisconsin–Madison, von 1971 bis zu seiner Emeritierung 1987 als Nachfolger von Johannes Steudel Professor am Medizinhistorischen Institut der Rheinischen Friedrich-Wilhelms-Universität Bonn.

## Veröffentlichungen (Auswahl)
- Die griechische Editio princeps des Galenos (1525), ihre Entstehung und ihre Wirkung. In: Gesnerus. 13 (1956), Heft 1–2, S. 29–52. (Digitalisat in E-Periodica).
- Die historischen Grundlagen der Leberforschung; I: Die Vorstellungen über Anatomie, Physiologie und Pathologie der Leber in der Antike; II: Die Geschichte der Leberforschung von Galen bis Claude Bernard. Basel und Stuttgart 1959 und 1967 (= Basler Veröffentlichungen zur Geschichte der Medizin und der Biologie. Band 9 und 21). (I: Diss. med. Univ. Basel, 1959).
- Pathogenese, Diagnose und Prognose der Apoplexie bei Johann Jakob Wepfer (1658). In: Christa Habrich, Frank Marguth, Jörn Henning Wolf (Hrsg.) unter Mitarbeit von Renate Wittern: Medizinische Diagnostik in Geschichte und Gegenwart. Festschrift für Heinz Goerke zum sechzigsten Geburtstag. München 1978 (= Neue Münchner Beiträge zur Geschichte der Medizin und Naturwissenschaften: Medizinhistorische Reihe. Band 7/8), ISBN 3-87239-046-5, S. 235–240.
- als Hrsg.: Bonner Gelehrte. Beiträge zur Geschichte der Wissenschaften in Bonn. Medizin. Rheinische Friedrich-Wilhelms-Universität Bonn 1992.
- Naturwissenschaftliche Medizin von 1820 bis 1900. In: Medizin, Romantik und Naturforschung. Bonn im Spiegel des 19. Jahrhunderts. Hrsg. von Heinz Schott, Bouvier, Bonn 1993.